# Haltérophilie aux Jeux olympiques d'été de 2016 - Moins de 62 kg hommes
Navigation
Londres 2012 Tokyo 2020
L'épreuve des moins de 62 kg en haltérophilie des Jeux olympiques d'été de 2016 a lieu le 8 août 2016 au Riocentro de Rio de Janeiro.

## Programme
Heure de Rio (UTC−03:00)
| Date        | Horaire | Épreuve  |
| ----------- | ------- | -------- |
| 8 août 2016 | 10 h 00 | Groupe B |
| 8 août 2016 | 19 h 00 | Groupe A |

## Records
Avant la compétition, les records du monde et olympiques sont les suivants.
| Record du monde  | Arraché     | Kim Un-guk (PRK)     | 154 kg | Incheon, Corée du Sud | 21 septembre 2014 |
| Record du monde  | Épaulé-jeté | Chen Lijun (CHN)     | 183 kg | Houston, États-Unis   | 22 novembre 2015  |
| Record du monde  | Total       | Chen Lijun (CHN)     | 333 kg | Houston, États-Unis   | 22 novembre 2015  |
| Record olympique | Arraché     | Kim Un-guk (PRK)     | 153 kg | Londres, Royaume-Uni  | 30 juillet 2012   |
| Record olympique | Épaulé-jeté | Oscar Figueroa (COL) | 177 kg | Londres, Royaume-Uni  | 30 juillet 2012   |
| Record olympique | Total       | Kim Un-guk (PRK)     | 327 kg | Londres, Royaume-Uni  | 30 juillet 2012   |

## Résultats
| Rang               | Athlète                       | Groupe | Poids | Arraché (kg) | Arraché (kg) | Arraché (kg) | Arraché (kg) | Épaulé-jeté (kg) | Épaulé-jeté (kg) | Épaulé-jeté (kg) | Épaulé-jeté (kg) | Total |
| Rang               | Athlète                       | Groupe | Poids | 1            | 2            | 3            | Résultat     | 1                | 2                | 3                | Résultat         | Total |
| ------------------ | ----------------------------- | ------ | ----- | ------------ | ------------ | ------------ | ------------ | ---------------- | ---------------- | ---------------- | ---------------- | ----- |
| Médaille d'or      | Oscar Figueroa (COL)          | A      | 61,86 | 137          | 142          | 145          | 142          | 172              | 176              | 179              | 176              | 318   |
| Médaille d'argent  | Eko Yuli Irawan (INA)         | A      | 61,91 | 142          | 146          | 146          | 142          | 170              | 176              | 179              | 170              | 312   |
| Médaille de bronze | Farkhad Kharki (KAZ)          | A      | 61,60 | 135          | 140          | 140          | 135          | 170              | 177              | 177              | 170              | 305   |
| 4                  | Yoichi Itokazu (JPN)          | A      | 61,87 | 126          | 130          | 133          | 133          | 160              | 165              | 169              | 169              | 302   |
| 5                  | Ahmed Saad (EGY)              | A      | 62,00 | 127          | 131          | 133          | 133          | 155              | 161              | 164              | 161              | 294   |
| 6                  | Morea Baru (PNG)              | A      | 61,72 | 122          | 126          | 129          | 126          | 159              | 164              | 168              | 164              | 290   |
| 7                  | Muhamad Hasbi (INA)           | A      | 61,97 | 125          | 130          | 134          | 130          | 160              | 169              | 173              | 160              | 290   |
| 8                  | Nevo Ioane (SAM)              | B      | 61,90 | 115          | 120          | 122          | 120          | 256              | 161              | 165              | 161              | 281   |
| 9                  | Myeongmok Han (KOR)           | A      | 61,81 | 130          | 135          | 135          | 130          | 150              | 155              | 155              | 150              | 280   |
| 10                 | Julio Slamanca (ESA)          | B      | 62,00 | 115          | 120          | 120          | 120          | 150              | 155              | 155              | 155              | 275   |
| 11                 | Julio Acosta (CHI)            | B      | 61,30 | 114          | 117          | 120          | 120          | 142              | 146              | 151              | 146              | 266   |
| 12                 | Yosuke Nakayama (JPN)         | B      | 62,00 | 121          | 124          | 124          | 121          | 140              | 145              | 150              | 145              | 266   |
| 13                 | Rick Yves Confiance (SEY)     | B      | 62,00 | 100          | 105          | 110          | 105          | 127              | 133              | 133              | 127              | 232   |
| 15                 | Jesus Lopez (VEN)             | B      | 61,90 | 125          | 125          | 129          | 125          | 151              | -                | -                | -                | DNF   |
| 16                 | Edouard Joseph (HAI)          | B      | 60,20 | 102          | 107          | 112          | 107          | -                | -                | -                | -                | DNF   |
| 17                 | Chen Lijun (CHN)              | A      | 61,97 | 143          | 143          | -            | -            | -                | -                | -                | -                | DNF   |
| 18                 | Anton Kurukulasooriyage (SRI) | B      | 62,00 | 120          | 120          | 120          | -            | -                | -                | -                | -                | DNF   |